# Almogaver
Almogaver — вимерлий можливий рід непарнопалих родини Phenacodontidae. Це була наземна травоїдна тварина. Вид відомий з басейну Тремп в Іспанії, і деякі авторитети вважають його синонімом Phenacodus. 